# Nowy Toporzyk
Nowy Toporzyk [ˈnɔvɨ tɔˈpɔʐɨk] (trước đây là Lankow của Đức) là một ngôi làng thuộc khu hành chính của Gmina Połczyn-Zdrój, trong quận Świdwin, West Pomeranian Voivodeship, ở phía tây bắc Ba Lan. Nó nằm khoảng 8 kilômét (5 mi) phía tây nam Połczyn-Zdrój, 21 km (13 mi) về phía đông nam của Świdwin và 103 km (64 mi) về phía đông của thủ đô khu vực Szczecin.
Trước năm 1945, khu vực này là một phần của Đức. Đối với lịch sử của khu vực, xem Lịch sử của Pomerania.
Làng có dân số 70 người.